# Gare de Boynes
 (janvier 2023).
Si vous disposez d'ouvrages ou d'articles de référence ou si vous connaissez des sites web de qualité traitant du thème abordé ici, merci de compléter l'article en donnant les références utiles à sa vérifiabilité et en les liant à la section « Notes et références ».
La gare de Boynes est une ancienne gare ferroviaire française de la ligne d'Étampes à Beaune-la-Rolande. Elle est située sur le territoire de la commune de Boynes, dans le département du Loiret en région Centre-Val de Loire.

## Situation ferroviaire
Établie à 112 mètres d'altitude, la gare de Boynes est située au point kilométrique (PK) 107,804 de la ligne d'Étampes à Beaune-la-Rolande, entre les gares d'Ascoux et de Beaune-la-Rolande.

## Histoire
La gare est inaugurée le 19 février 1905 lors de l'ouverture de la ligne par un train inaugural parti de la gare Étampes vers 14 heures et arrivé à Pithiviers à 15 h 30. Elle fut fermée le 4 novembre 1969. Les bâtiments voyageurs et marchandises sont alors vendus et abritent depuis des logements particuliers.
Au début du XXe siècle, 4 trains faisaient l'aller-retour entre Étampes et Pithiviers afin de permettre aux paysans de vendre leurs produits sur le marché d'Étampes.

## Service des voyageurs
La gare est fermée au service voyageurs.

## Service des marchandises
La gare est fermée au service fret.